# Неофит VI
Патриарх Неофи́т VI (греч. Νεόφυτος ΣΤ΄; ? — 1747) — епископ Константинопольской православной церкви. Патриарх Константинопольский в 1734—1740 и 1743—1744 годах.

## Биография
Будущий патриарх Неофит родился на острове Патмос.
В 1716 году, после избрания митрополита Кесарийского Иеремии Вселенским патриархом, Неофит был избран на его место. Будучи митрополитом Кесарийским, построил много храмов и восстановил в 1728 году монастырь Святого Иоанна Предтечи в Цинсидере в Каппадокии.
27 сентября 1734 года был избран Вселенским патриархом. Его избрание было пролоббировано фанариотом Александром Гикасом, что поставило патриарха в его зависимость.
В 1736 году издал указ, устанавливающий ограничения на приданое в соответствии с социальным порядком жениха и невесты.
В 1740 году Великий Визирь Османской империи Нишанджы Шехла Хаджи Ахмед-паша приказал низложить Неофита с патриаршего престола.
Через три года, в мае 1743 года, Великий Визирь Нишанджы Шехла Хаджи Ахмед-паша позволил Неофиту вновь стать патриархом, при условии, что Неофит не будет вступать в контакт с Александром Гикасом. Но менее чем через год, Неофит был свергнут с престола действиями будущего патриарха Паисия II.
Его патриаршество не было отмечено каким-либо особыми событиями и реформами. Неофит в основном занимался монашескими вопросами. Вёл переписку с реформатором Моравской церкви Николаем Цинцендорфом.
После низложения он был сослан на его родной остров Патмос, где умер в феврале или марте 1747 года.